# Плато Короткевича
Плато́ Коротке́вича — плато антарктического ледникового покрова, расположенное в районе, ограниченном параллелями 71°30' и 75°30' южной широты и меридианами 80°00' и 99°00' восточной долготы.
Начало открытию плато было положено советским исследователем Михаилом Сомовым. Название плато было присвоено постановлением Правительства Российской Федерации от 6 апреля 1998 года в честь полярного исследователя Евгения Короткевича (1918—1994).